# Tunnel d'Envalira
Le tunnel d'Envalira, est un tunnel routier situé en Andorre, reliant le Pas de la Case au lieu-dit Grau Roig à la vallée du Valira, Il est parcouru par la CG-2 reliant la capitale Andorre-la-Vieille à la France. Il est ouvert à la circulation depuis septembre 2002. 
Long de 2 879 m et situé à 2 050 m d'altitude, ce tunnel est le plus élevé des grands tunnels européens.

## Géographie
Ce tunnel permet d'éviter le col d'Envalira (2 408 m), un des plus hauts cols routiers d'Europe, dont la viabilité hivernale est difficile, et dont l’ascension présente de nombreux lacets. L'accès s'effectue principalement via un viaduc sur l'Ariège dont la construction a été permise par un échange de territoire entre la France et la principauté d'Andorre.

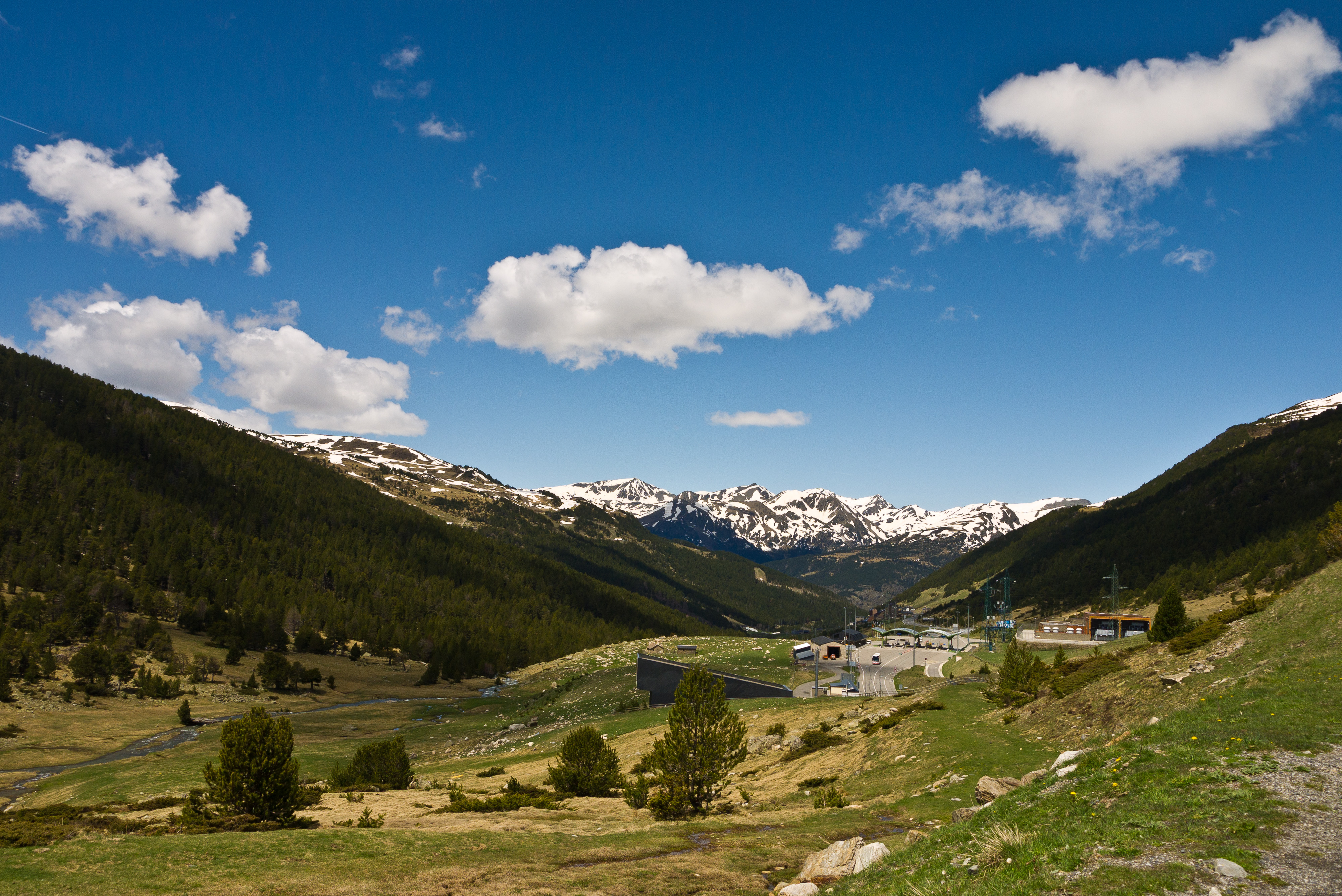
L'entrée ouest du tunnel depuis le Grau Roig

## Histoire
Les projets de construction d'un tunnel sous le col d'Envalira remontent aux années 1960. Le projet va s'accélérer dans les années 1990, l'Andorre craignant d'être marginalisée face aux constructions des tunnels du Cadi et du Puymorens de l'axe européen E9.
Les travaux débutent finalement en 1999 pour une ouverture à la circulation en 2002.
À la suite de la construction du tunnel, le poste des douanes françaises a été repoussé un peu plus loin en France.

## Concession
Le tunnel est géré pour une période de 50 ans (soit jusqu'en 2052), par la société Globalvia (une société espagnole appartenant à la Caja Madrid et la FCC). La construction du tunnel a coûté environ 80 millions d'euros[réf. souhaitée].